# Tillandsia lymanii
Tillandsia lymanii är en gräsväxtart som beskrevs av Werner Rauh. Tillandsia lymanii ingår i släktet Tillandsia och familjen Bromeliaceae. Inga underarter finns listade i Catalogue of Life.

## Bildgalleri

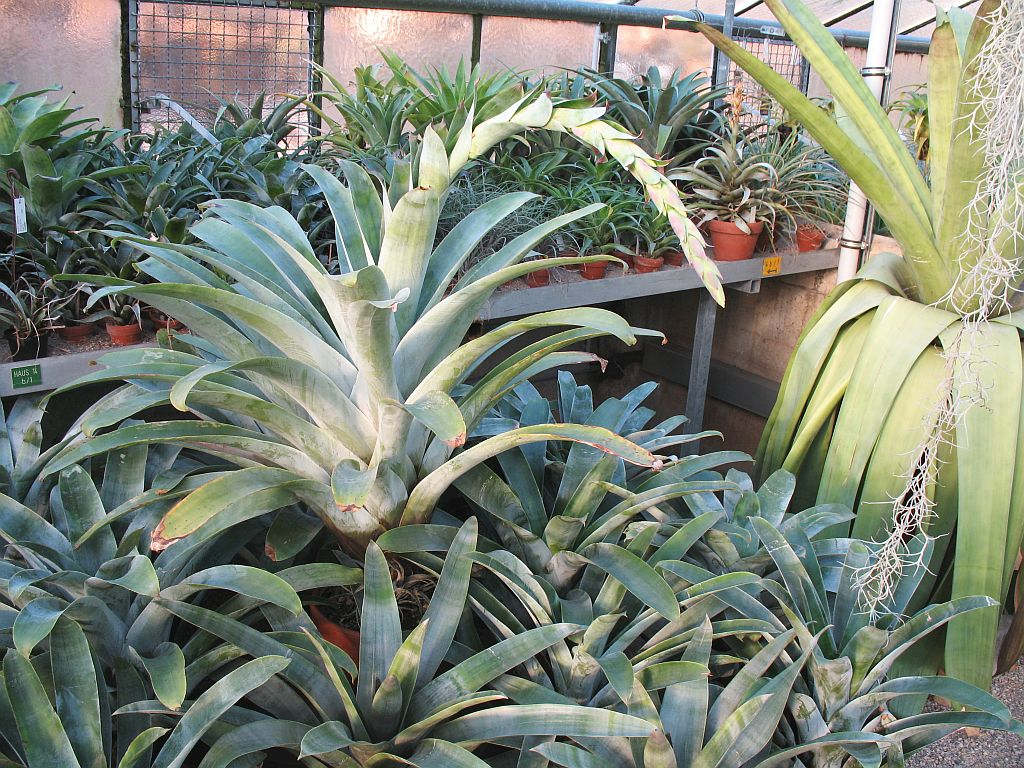
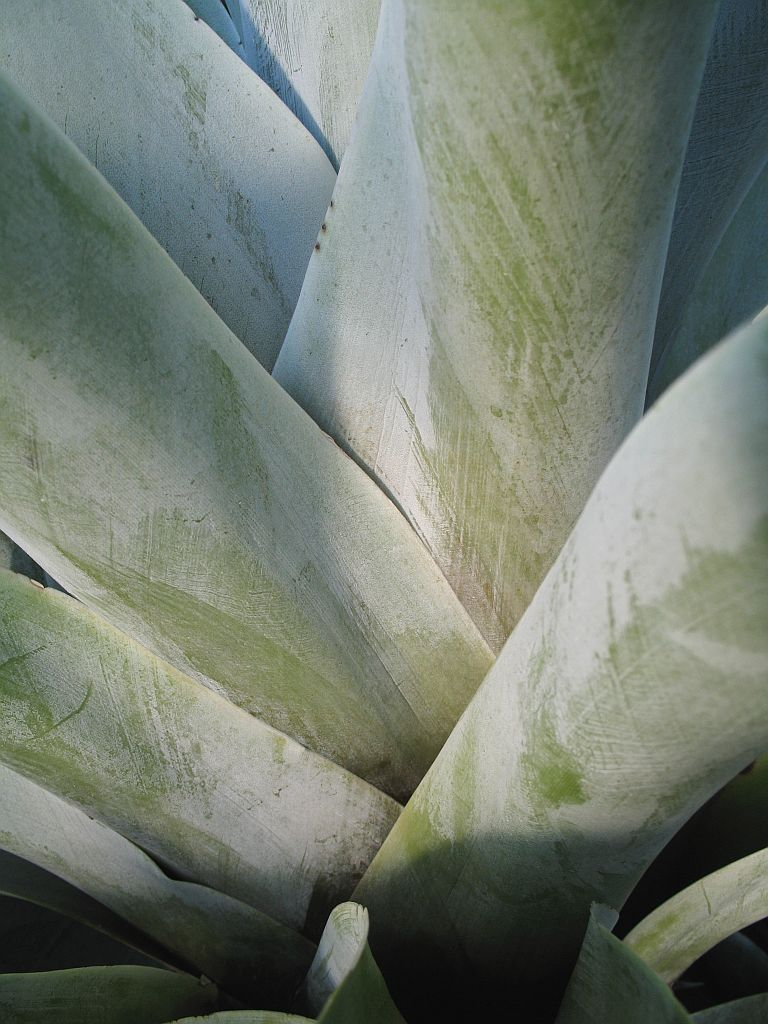
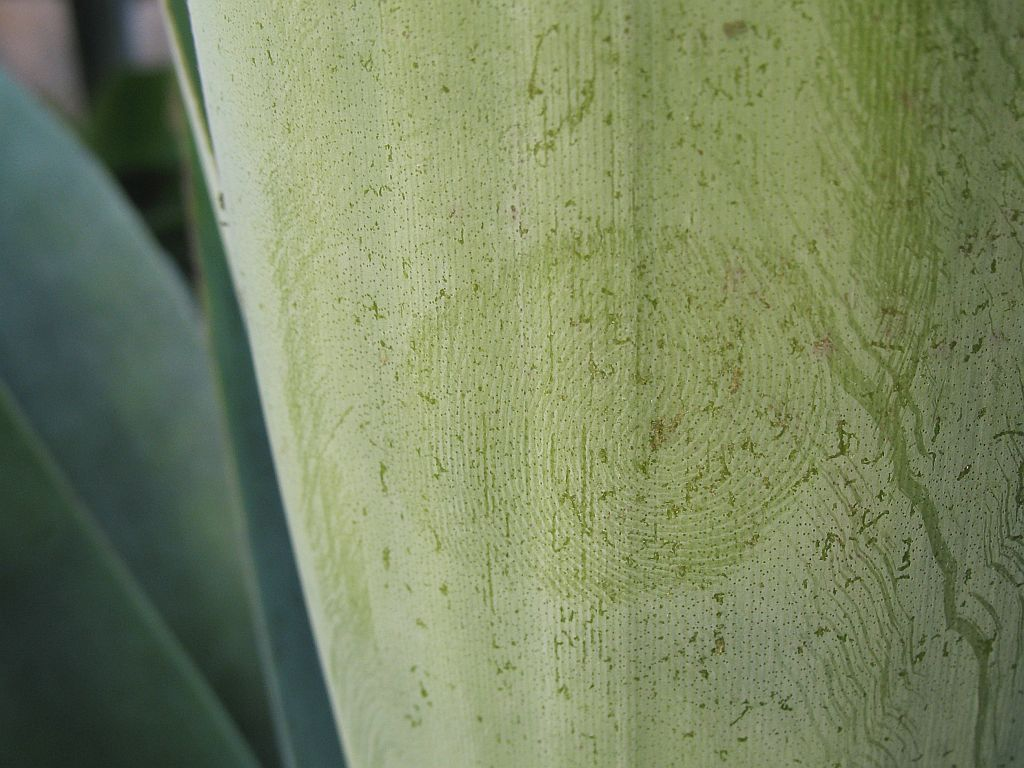